# 善山金氏
善山金氏，朝鮮金姓分支之一，別名一善金氏，是以善山（龜尾市）為本貫新羅王室後裔。

## 發源
善山金氏始祖金宣弓初名金宣，是新羅第45代文聖王8世孫（金閼智30世孫），年輕時為討父仇犯罪後自首，被朝廷稱為孝。
高麗太祖王建征伐後百濟之際，金宣從軍參與，因功多而賜名宣弓，被列靖難輔國功臣，升至門下侍中。其子孫皆以金宣為始祖，本貫為「一善」，至朝鮮太宗時一善地名改為「善山」，以善山金氏稱呼之。

## 分派

### 繼祥派
善山金氏的繼祥派，以李氏朝鮮僉知中樞府事金希雲之子金繼祥（金日成家族的祖先）為始祖，1592年（宣祖壬辰年）萬曆朝鮮之役時曾被倭將内藤如安徵用，戰後無面目立足故鄉，因此從慶尚道尚州遷到平壤，再遷到咸鏡道。